# Peter Friedrich Bouché
Pour les articles homonymes, voir Bouché.
Peter Friedrich Bouché (mais aussi en allemand Peter Bouché) est un entomologiste et botaniste prussien né à Berlin le 15 février 1785 et mort dans la même ville le 3 avril 1856. Sa collection se trouve à l'Institut entomologique allemand.

## Biographie
Il est le dernier fils de Jean David Bouché (de), issu d'une famille de jardinier et horticulteur huguenote. Avec son frère Peter Carl Bouché (1783-1856), ils reprennent l'entreprise de leur père après sa mort. Ils sont particulièrement connus pour leurs roses, oreilles d'ours, primevères, œillets, erica et leurs grenadiers. En 1834, leur jardin contient plus de 500 variétés de roses. Ils sont les premiers à cultiver des plantes ornementales en Prusse, la plus connue d'entre elles est sans doute le caoutchouc.
Avant la création du Jardin botanique de Berlin, ils fournirent aux universitaires de l’université libre de Berlin les spécimens pour leurs herbiers.

## Engagement public
Les deux frères ont été experts judiciaires et commissaires de plusieurs commissions ayant pour objet les fruits et légumes ou les plantes.

## Zoologie
Peter Bouché a répertorié et classé de nombreux insectes, plus particulièrement les ravageurs de l’horticulture et les organismes auxiliaires en protection des cultures comme les pollinisateurs. Ses textes ont été publiés dans des ouvrages ou revues scientifiques. Il a plaidé pour la protection des amphibiens (grenouilles, crapauds), des taupes, des oiseaux, etc., en raison de leur importance pour la protection des cultures.